# Макс фон Сидоу
Карл Адолф „Макс” фон Сидоу (швед. Carl Adolf "Max" von Sydow; Лунд, 10. април 1929 — Сејан, 8. март 2020) био је шведски глумац, који је од 2002. године имаo француско држављанство.

## Каријера
Каријеру је почео 1949. године и глумио је у преко 130 филмова и телевизијских серија. Славу је стекао сарађујући са шведским редитељем Ингмаром Бергманом, са којим је снимио 11 филмова. Први у низу је било остварење Седми печат у којем је тумачио лик витеза Антонијуса Блока, који покушава да надмудри Смрт тако што ће је победити у партији шаха. Једна од најпрепознатљивијих била је и улога свештеника у хорору Истеривач ђавола. Добитник је великог броја награда. Номинован је за два Златна глобуса, за Оскар за најбољег главног глумца за улогу у филму Пеле освајач из 1987. године, као и за Оскара за најбољег споредног глумца за улогу у филму Јако гласно и невероватно близу из 2011. године.

## Филмографија
- Седми печат (1957)
- Истеривач ђавола (1973)
- Три Кондорова дана (1975)
- Флаш Гордон (1980)
- Бег у победу (1981)
- Конан варварин (1982)
- Никад не реци никад (1983)
- Дина (1984)
- Кво вадис? (1985)
- Пеле освајач (1987)
- До краја света (1991)
- Судија Дред (1995)
- Сувишни извештај (2002)
- Затворено острво (2010)
- Робин Худ (2010)
- Вукодлак (2010)
- Јако гласно и невероватно близу (2011)
- Ратови звезда: Буђење силе (2015)